# 泌尿器科学

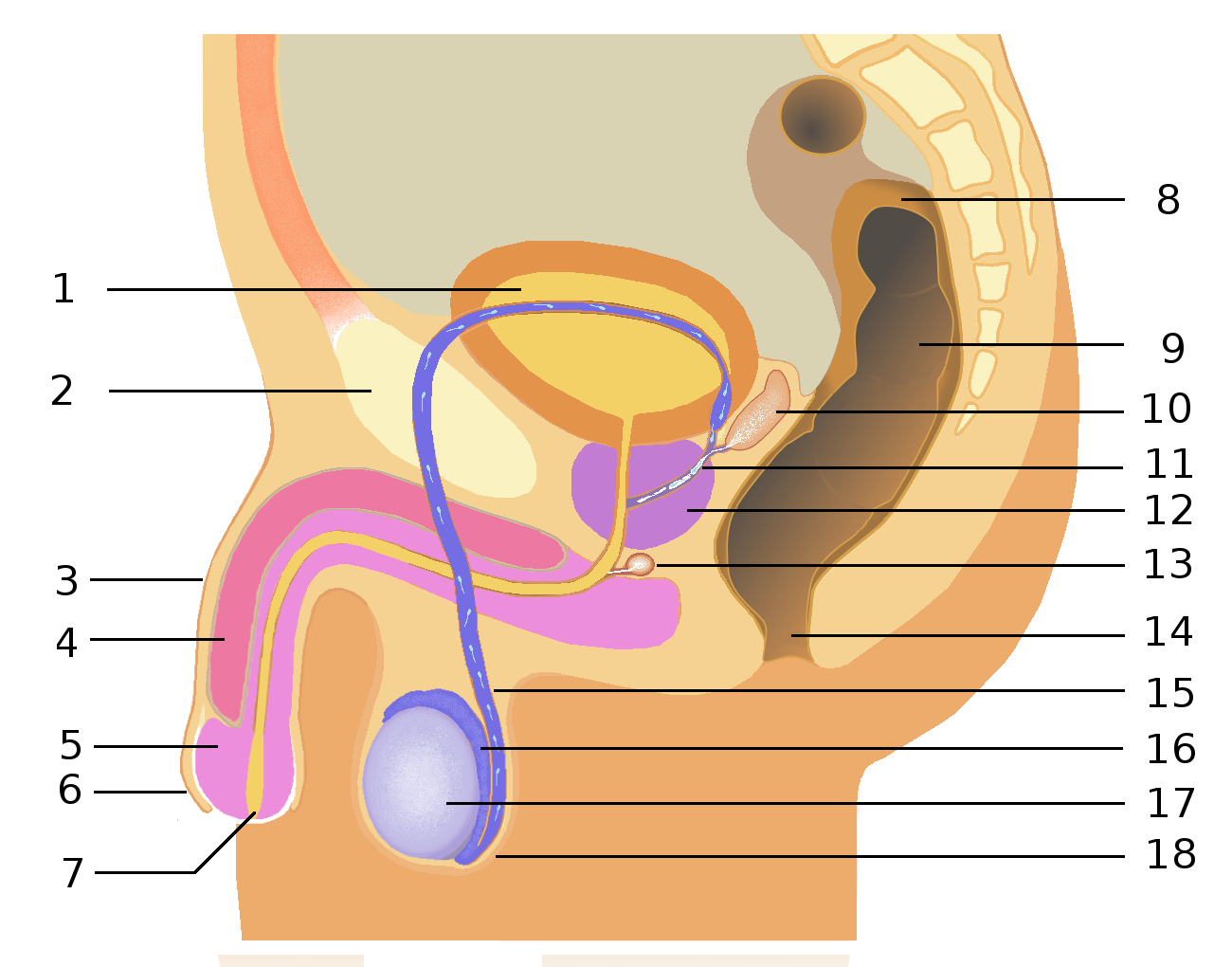
泌尿器系

泌尿器科学（ひにょうきかがく、英語: urology）は、主に尿路系、生殖器系について診療・研究を行う医学の一分野。
腎臓・尿管・膀胱・尿道などの尿路系、または副腎等の内分泌系、陰嚢内臓器（睾丸・副睾丸・精索）・陰茎・前立腺などの男性生殖器系（女性生殖器系は含まれない→産科学や婦人科学の領域）を取り扱う。
同じ領域を扱う内科学の分野として、腎臓学がある。

## 歴史
外科学の腹部外科の領域において、腎臓、泌尿器を扱っていた分野が始まりで、欧米では現在でも外科学の一分野として扱われることが多い。
日本では「皮膚泌尿器科学」という名称で、外科学から分離し創設されていった。
これは性病などの疾患と症候が皮膚科学と泌尿器科学とで重複するものが多かったためで、現在でも標榜科には「皮膚泌尿器科」という名称が残っている。

## 主な疾患・障害
前立腺癌、膀胱癌、腎細胞癌、前立腺肥大症、尿路結石症、間質性膀胱炎、腹圧性尿失禁、骨盤臓器脱、男子性機能障害が泌尿器科の主要な疾患として挙げられる。心因性尿閉や排尿恐怖など原因が解明されていない泌尿器の障害もある。

### 腎
- 腫瘍性疾患
  1. 腎細胞癌
  2. 腎盂癌
  3. 腎血管筋脂肪腫
  4. 腎嚢胞
- その他の疾患
  1. 腎盂腎炎
  2. 腎盂尿管移行部狭窄症
  3. 水腎症

### 尿管
- 尿管腫瘍
- 尿管狭窄
- 膀胱尿管逆流症

### 膀胱
- 膀胱炎
  1. 急性膀胱炎
  2. 慢性膀胱炎
  3. 非細菌性慢性膀胱炎
  4. 間質性膀胱炎
  5. 増殖性膀胱炎
- 膀胱癌
  1. 非浸潤性尿路上皮癌
  2. 浸潤性尿路上皮癌
  3. 尿膜管癌
- 良性膀胱腫瘍
  1. 内反性乳頭腫

### 前立腺
- 前立腺肥大症
- 前立腺癌
- 前立腺炎
  1. 急性前立腺炎
  2. 慢性前立腺炎
  3. 非細菌性慢性前立腺炎

### 尿道
- 尿道炎
- 尿道狭窄
- 尿道腫瘍
- 尿道下裂

### 尿路結石
- 腎結石
- 尿管結石
- 膀胱結石

### 陰嚢内
- 副睾丸炎
- 睾丸炎
- 陰嚢水腫
- 睾丸腫瘍
- 精索静脈瘤

### 陰茎
- 真性包茎
- 勃起不全
- 亀頭包皮炎
- フォアダイス
- 尖圭コンジローマ

### 性病
- 梅毒
- クラミジア

### 腹壁・臍
- 尿膜管遺残

### ホルモン補充
- LOH症候群